# Шверник Микола Михайлович
Микола Михайлович Шверник (7 (19 травня) 1888, Санкт-Петербург — 24 грудня 1970, Москва)  — радянський політичний діяч, голова Президії Верховної Ради СРСР у 1946—1953 роках. Герой Соціалістичної Праці (17.05.1958). Член ВЦВК (1927—1938) і Президії ЦВК СРСР (1935—1938). Депутат Верховної Ради СРСР 1—6-го скликань (1937—1966). Депутат Верховної Ради УРСР 2—4-го скликань. Член Центральної контрольної комісії РКП(б) у 1923—1925 роках. Член ЦК КПРС в 1925—1970 роках. Кандидат у члени Організаційного бюро ЦК ВКП(б) з 17 листопада 1929 по 26 червня 1930 року. Член Організаційного бюро ЦК ВКП(б) з 9 квітня 1926 по 17 лютого 1927 та з 13 липня 1930 по 18 березня 1946 року. Кандидат у члени Секретаріату ЦК ВКП(б) з 13 липня 1930 по 26 січня 1934 року. Кандидат у члени Політичного бюро (Президії) ЦК ВКП(б) (ЦК КПРС) з 22 березня 1939 по 5 жовтня 1952 та з 5 березня 1953 по 29 червня 1957 року. Член Президії ЦК КПРС з 16 жовтня 1952 по 5 березня 1953 та з 29 червня 1957 по 29 березня 1966 року.

## Біографія
Народився в багатодітній робітничій родині Михайла Шверникова на околиці Санкт-Петербургу. Закінчив чотирикласну церковноприходську школу, а потім ремісниче училище в Санкт-Петербурзі. Чотирнадцятирічним підлітком, з 1902 року, почав працювати підручним токаря на електромеханічному заводі «Дюфлон і Костянтинович» в Санкт-Петербурзі.
У 1905 році вступив до РСДРП, став членом Санкт-Петербурзького комітету РСДРП. Вів партійну агітацію в Петербурзі, Миколаєві, Тулі, Самарі. У 1907 році працював у просвітницькому товаристві «Сампсонієвське товариство освіти»
У 1910—1911 роках — член правління Спілки металістів у Санкт-Петербурзі. З 1910 по 1913 рік працював робітником телефонного заводу «Еріксон», робітником машинобудівного заводу «Айваз» у Санкт-Петербурзі.
У 1913 році, щоб уникнути арешту, покинув Санкт-Петербург та влаштувався робітником на заводі міста Тули. Потім повернувся до Санкт-Петербурга, працював на заводі Еріксона і продовжував антиурядову пропаганду, за що був заарештований у листопаді 1913 року і висланий назад в Тулу. У Тулі знайомиться з робітницею заводу «Айваз» Марією Федорівною Улазовською, теж засланою під негласний нагляд поліції, яка стала його дружиною.
Навесні 1915 року Шверник разом з дружиною відбував поселення в Самарі, де з 1915 по 1917 рік працював токарем-лекальником Самарського трубкового (артилерійського) заводу, відновив зв'язок з більшовиками і включився в революційну роботу. Закінчив міське училище в Самарі.
За активну антивоєнну агітацію і революційні заклики в лютому 1917 року його засилають в Саратов, де його застає звістка про Лютневу революцію, незабаром він повернувся із Саратова в Самару. У Самарі був обраний у квітні 1917 головою заводського комітету трубкового заводу, потім головою Трубкового районного комітету РСДРП(б), членом президії виконавчого комітету Самарської міської ради.
З листопада 1917 — голова Всеросійського комітету робітників артилерійських заводів і член Правління артилерійських заводів.
У червні 1918 року брав участь у боях проти Чехословацького корпусу. У липні — жовтні 1918 року — військовий комісар 2-го Симбірського стрілецького полку 1-ї зведеної Симбірської дивізії РСЧА на Східному фронті.
У жовтні 1918 — березні 1919 року — співробітник Головного артилерійського управління Червоної армії.
28 березня — жовтень 1919 року — голова виконавчого комітету Самарської міської ради.
У листопаді 1919 — травні 1921 року — заступник надзвичайного уповноваженого Ради Оборони РРФСР із постачання армій Кавказького фронту. У травні — жовтні 1921 року — надзвичайний уповноважений Ради Оборони РРФСР із постачання армій Кавказького фронту.
Одночасно, в квітні 1921 — лютому 1922 року — заступник голови Економічної ради Південного-Сходу Росії.
У березні 1922 — 1923 року — голова Донецької губернської Спілки металістів.
26 квітня 1923 — 23 травня 1924 року — кандидат у члени Президії Центральної контрольної комісії РКП(б).
2 лютого 1924 — 30 листопада 1925 року — народний комісар робітничо-селянської інспекції Російської РФСР.
2 червня 1924 — 18 грудня 1925 року — член Президії та кандидат у члени Секретаріату Центральної контрольної комісії РКП(б).
У 1925—1926 роках — секретар Ленінградського губернського комітету ВКП(б) і секретар Північно-Західного бюро ЦК ВКП(б).
9 квітня 1926 — 17 лютого 1927 року — секретар ЦК ВКП(б).
У березні 1927 — січні 1929 року — 1-й секретар Уральського обласного комітету ВКП(б).
1 червня 1929 — 19 травня 1930 року — секретар Всесоюзної центральної ради професійних спілок (ВЦРПС) у складі секретаріату з п'яти осіб. Одночасно, 1 червня 1929 — 15 березня 1944 року — член Президії ВЦРПС. У листопаді 1929 — 1930 року — голова ЦК Спілки металістів. 
19 травня 1930 — 15 березня 1944 року — 1-й секретар ВЦРПС.
12 січня 1938 — 12 березня 1946 року — Голова Ради Національностей Верховної Ради СРСР.
28 березня 1940 — 21 березня 1941 року — член Економічної Ради при РНК СРСР. 15 травня 1941 — 6 вересня 1945 року — член Бюро РНК СРСР.
24 червня — 3 липня 1941 року — заступник голови Ради із евакуації при РНК СРСР. 3 липня — 25 грудня 1941 року — голова Ради із евакуації при РНК СРСР.
2 листопада 1942 — 9 червня 1951 року — голова Надзвичайної державної комісії із встановлення і розслідування злочинів німецько-фашистських загарбників.
1 лютого 1944 — 12 березня 1946 року — 1-й заступник голови Президії Верховної ради СРСР.
4 березня 1944 — 25 червня 1946 року — голова Президії Верховної ради Російської РФСР.
19 березня 1946 — 15 березня 1953 року — голова Президії Верховної ради СРСР.
12 березня 1953 — 17 березня 1956 року — голова ВЦРПС і член Президії ВЦРПС.
У лютому 1956 — 23 листопада 1962 року — голова Комітету партійного контролю при ЦК КПРС.
23 листопада 1962 — 6 грудня 1965 року — голова Партійної комісії при ЦК КПРС.
6 грудня 1965 — 8 квітня 1966 року — голова Комітету партійного контролю при ЦК КПРС.
З квітня 1966 року — персональний пенсіонер союзного значення в Москві.
Помер 24 грудня 1970 року в Москві. Похований біля Кремлівської стіни на Красній площі Москви.

## Нагороди
- Герой Соціалістичної Праці (17.05.1958)
- П'ять орденів Леніна (15.07.1938; 24.01.1946; 18.05.1948; 17.05.1958; 17.05.1968)
- Медалі